# Йоаким Апостолидис
Йоаким (на гръцки: Ιωακείμ) е гръцки духовник, митрополит на Вселенската патриаршия.

## Биография
Роден е с фамилията Апостолидис (Αποστολίδης) в 1883 година във витинската гръцка паланка Ортакьой. В 1906 година завършва Халкинската семинария. В същата година е ръкоположен за дякон от патриарх Йоаким III Константинополски. Служи като проповедник в Деркоската митрополия, а в 1907 година става дякон при Патриаршията. Повишен е в трети и във втори дякон.
На 4 май 1914 година в патриаршеската катедрала „Свети Георги“ в Цариград е ръкоположен за митрополит на Метра и Атира. Ръкополагането е извършено от митрополит Поликарп Неокесарийски в съслужение с митрополитите Доротей Созоагатополски и Филотей Мириофитски.
На 14/27 1923 година е преместен за сервийски и кожански митрополит. На 17 април 1926 година става австралийски митрополит, но на 24 юни 1926 година подава оставка. На 15 март 1927 година отново става сервийски митрополит. Подава оставка на 15 април 1945 година, заради дейността на ЕАМ.
Умира на 2 април 1962 година.